# Wuppertaler Schwebebahn
Wuppertaler Schwebebahn er en svævebane i Wuppertal, Tyskland.
Dens oprindelige navn er Einschienige Hängebahn System Eugen Langen (Eugen Langen Monorail Overhead Conveyor System). Det er den ældste elektriske højbane med hængevogne i verden[kilde mangler] og er et enestående system i Tyskland.[kilde mangler]
Anlægget med højbanestationer blev designet af Eugen Langen og først tilbudt til byerne Berlin, München og Breslau, som alle afslog det, og det blev bygget i Barmen, Elberfeld og Vohwinkel mellem 1897 og 1903; det første spor åbnede i 1901. Jernbanestrækningen er skyld i de oprindelige byers vækst og deres endelige sammenlægning til Wuppertal. Schwebebahn er stadig i brug som et normalt middel til lokal offentlig transport og transporterer ifølge årsberetningen for 2008 25 millioner passagerer årligt. Der blev bestilt nye togvogne i 2015, kaldet Generation 15, og den første nye vogn blev taget i brug i december 2016.
Schwebebahn kører på en strækning på 13,3 kilometer i en højde på ca. 12 meter over floden Wupper mellem Oberbarmen og Sonnborner Straße (10 kilometer eller 6,2 miles) og ca. 8 meter over dalvejen mellem Sonnborner Straße og Vohwinkel (3,3 kilometer eller 2,1 miles). På et sted krydser jernbanen motorvej A46. Hele turen tager ca. 30 minutter. Schwebebahn opererer inden for VRR-transportforeningen og accepterer billetter udstedt af VRR-selskaberne.

## Galleri
- 1913 afbildning af linjen
- Zoo station om natten
- Wuppertal suspension jernbanedepot
- GTW 72 toginteriør
- GTW 72-tog på en station
- Generation 15-togets indretning
- Müngstener Brücke
- Wuppertal Kirchhofstr
- Wuppertal Kirchhofstr
- Wuppertal-Schwebebahn
- Wuppertal-Werther
- Wupper under Schwebebahn
- En ophængt jernbane er en form for forhøjet monorail, hvor køretøjet er ophængt fra et fast spor (i modsætning til et kabel, der bruges i luftveje), som er bygget over gader, vandveje eller eksisterende jernbanespor. Her ses et tog på højbanen, Wuppertal ved floden ved Wupper
- Schwebebahn-Wuppertal
- Wuppertal Schwebebahn
- Hele Wuppertal er i chok ved katastrofen Den 12. April 1999